# Osiglia
Osiglia (im Ligurischen: Oseria) ist eine italienische Gemeinde mit 434 Einwohnern (Stand 31. Dezember 2023) in der Region Ligurien. Politisch gehört sie zu der Provinz Savona.

## Geographie
Osiglia liegt im oberen Abschnitt des Valle Osiglietta, in den Ligurischen Alpen. Die Gemeinde liegt oberhalb eines homonymen Stausees und gehört zu der Comunità Montana Alta Val Bormida. Von der Provinzhauptstadt Savona ist Osiglia circa 40 Kilometer entfernt.
Nach der italienischen Klassifizierung bezüglich seismischer Aktivität wurde die Gemeinde der Zone 4 zugeordnet. Das bedeutet, dass sich Osiglia in einer seismisch inerten Zone befindet.

## Klima
Die Gemeinde wird unter Klimakategorie F klassifiziert, da die Gradtagzahl einen Wert von 3044 besitzt. Das heißt, Osiglia ist von der gesetzlichen Heizperiodenregelung ausgenommen und unterliegt keinen Heizbeschränkungen.